# Thông trắng Bhutan
Thông trắng Bhutan (danh pháp hai phần: Pinus bhutanica) là một loài cây thân gỗ trong họ Pinaceae, chỉ hạn chế tại Bhutan và khu vực cận kề ở đông bắc Ấn Độ và tây nam Trung Quốc. Cùng với loài thông trắng Himalaya (Pinus wallichiana) có họ hàng gần, nó là thành phần chính hợp thành trong các rừng thông ở cao độ thấp. Loài thông này có thể cao tới 25 m.
Các lá kim mọc thành chùm 5 lá, dài tới 25 cm. Các nón dài 12–20 cm, với các vảy mỏng; hạt dài 5–6 mm, với cánh dài 20–25 mm. Nó khác với thông trắng Himalaya ở chỗ các lá kim dài hơn, rủ nhiều hơn và các nón nhỏ hơn một chút, có màu nâu đỏ chứ không phải màu vàng da bò khi chín. Nó cũng thích nghi với khí hậu ấm và ẩm hơn tại các cao độ thấp với gió mùa mạnh về mùa hè. Mặc dù hai loài này có họ hàng gần và đôi khi sinh sống cạnh kề nhau, nhưng người ta vẫn chưa ghi nhận một loại cây lai ghép hay kiểu trung gian nào giữa hai loài này.